# Germuchi
Germuchi (georgiska: გერმუხი), eller Germuchibergen (გერმუხის ქედი), är en bergskedja i Georgien. Den ligger i den norra delen av landet, i regionen Inre Kartlien. Germuchi är en del av Stora Kaukasus.